# لورانس مودن-سساک
لورانس مودن-سساک (فرانسوی: Laurence Modaine-Cessac‎؛ زادهٔ ۲۸ دسامبر ۱۹۶۴) شمشیرباز اهل فرانسه بود.
وی در مسابقات کشوری و بین‌المللی در مجموع برندهٔ ۱ مدال برنز شده‌است.